# Fábry Ignác
Fábry Ignác (Sátoraljaújhely, 1792. július 28. – Kassa, 1867. június 24.) kassai püspök.

## Élete
Atyja kincstári tiszttartó volt; alsóbb iskoláit szülővárosában végezvén, a kassai egyházmegye növendékei közé vették föl, és a bölcseleti tanfolyamot Kassán hallgatta; azután a pesti központi papnevelőbe küldték, ahol a hittudományokat végezte, s 1813. szeptember 1-jén doktorrá avatták. Papi pályáján előbb levéltárnoki, 1817. pedig titkári minőségben püspöke mellett működött. 1821-ben Monokon lett lelkész, ahol iskolát nyitott és rendezett.
1834-ben Lonovics József püspök mellé Csanádra ment, és 1835-ben kanonok, azután apát, 1843-ban bosoni püspök, 1847-ben a nagyváradi tankerület királyi főigazgatója, a káptalani javak kezelője s a kegyes alapítványok gondnoka lett. 1848-ban a püspöki szék üres lévén, a csanádi megye papsága általános káptalani helyettessé választotta. Lonoviccsal Bécsbe ment előbb, hogy a vegyes házasságok ügyét Magyarországon véglegesen rendezzék.
1848–1849-ben a politikai dolgoktól visszavonulva élő Fábryt Nagyváradon a vésztörvényszék elé idézték, de a megtartott nyomozásokból kitűnt ártatlansága, s szabadon bocsátották. 1852-ben a király kassai püspökké nevezte ki; egyházkerületében az iskolákra s egyéb jótékony célokra 90 ezer forintot fordított és a magáéból százezer forintnál többet áldozott; a gót ízlésű kassai székesegyház az ő buzgalmának köszöni jelenlegi díszét. 1865-ben papságának félszázados ünnepén a király a vaskorona első osztályú rendjével díszítette föl; 1855-ben pápai trónálló, 1857-ben valóságos belső titkos tanácsos és 1859-ben szentjobbi apát lett.

## Munkái
- Die Restauration des Elisabeth-Domes zu Kaschau (Mittheilungen der k. k. Centralcommission zur Erforschung und Erhaltung der Baudenkmale. Wien, V. 1859)
- Pásztorlevelein kivül egyházi beszédei kéziratban maradtak.